# Трети македонски конгрес
Третият македонски конгрес е конгрес на Македонската организация, провел се в София от 3 до 11 ноември 1896 година.

## Делегати
| Делегати                              | Делегати              | Делегати                       |
| Дружество                             | Делегати              | Бележка                        |
| ------------------------------------- | --------------------- | ------------------------------ |
| Белоградчишко македонско дружество    | Димитър Негенцов      |                                |
| Бобошевско македонско дружество       | Георги Влахов         |                                |
| Бургаско македонско дружество         | Христо Станишев       |                                |
| Варненско македонско дружество        | Илия Шотов            |                                |
|                                       | Димитър Ляпов         |                                |
| Добричко македонско дружество         | Д. Попов              |                                |
| Дупнишко македонско дружество         | Наум Тюфекчиев        |                                |
|                                       | Никола Малешевски     |                                |
| Златишко македонско дружество         | Георги Чолаков        |                                |
| Кюстендилско македонско дружество     | Панталей Баджов       |                                |
|                                       | Бойчо Богоя           | заменен от Зафир Стоянов       |
| Новоселско македонско дружество       | Христо Дойчинов       |                                |
| Осоишко-саранско македонско дружество | К. Т. Димов           |                                |
| Пещерско македонско дружество         | Никола Наумов         |                                |
| Пловдивско македонско дружество       | Гаврил Георгиев       | заменен от Климент Спространов |
| Радомирско македонско дружество       | Иван Неврокопски      |                                |
| Раховско македонско дружество         | Константин Поменов    |                                |
| Самоковско македонско дружество       | Лазар Нишков          |                                |
| Свищовско македоно-одринско дружество | Коста Шахов           |                                |
| Силистренско македонско дружество     | Димитър Карамфилович  |                                |
| Софийско македонско дружество         | Любомир Милетич       |                                |
|                                       | Никола Червениванов   |                                |
| Станимашко македонско дружество       | Хр. Георгиев          |                                |
| Трънско македонско дружество          | Димитър К. Карадимчев |                                |
| Шуменско македонско дружество         | Яков Янков            |                                |
| Неизвестно македонско дружество       | А. П. Сазданов        |                                |

Конгресът не приема пълномощните на делегатите на разколническото Софийско дружество Никола Иванов и запасен капитан Атанас Дуков.

## Решения
За председател на конгреса е избран генерал Данаил Николаев, а за подпредседател Христо Станишев. Докладът за дейността на Върховния македонски комитет е изнесен от члена му Александър Радев и в него се коментира разцеплението на Софийското дружество на организацията, което убива престижа на делото и се констратира със съжаление:
| „ | недостолепното поведение, което правителството на България държи по Македонския въпрос... Комитетът счита дипломатическата страна на освободителното дело за изчерпана, като с това делото е поставено на конкретна основа... комитетът не такъв успех е имал по другите страни на освободителното дело: организационната и революционната... | “ |

Други двама члена на комитета Димитър Ризов и Андрей Ляпчев се изказват в същия дух. Дейността на комитета е разкритикувана от Коста Шахов, който смята, че причините за неуспехите не са външни, а в част от самия комитет.

## Нов Върховен комитет
На последното заседание на 10 ноември от 26 присъстващи делегати 20 гласуват за нов състав на комитета. Избрани членове са:
- Данаил Николаев (17 гласа)
- Йосиф Ковачев (17 гласа)
- Пантелей Урумов (18 гласа)
- Христо Станишев (16 гласа)
- Александър Радев (17 гласа)
- Атанас Дуков (13 гласа)
- Никола Червениванов (18 гласа)
- Димитър Ляпов (17 гласа)
- Андрей Ляпчев (13 гласа)

Останалите кандидати получават под 12 гласа и за попълване на квотата е направен балотаж, на който влизат:
- Алеко Константинов (14 гласа)
- Любомир Милетич (12 гласа)
- Георги Георгов (12 гласа).[3]